# 12995 Wendellmendell
12995 Wendellmendell eller 1981 EY27 är en asteroid i huvudbältet som upptäcktes den 2 mars 1981 av den amerikanska astronomen Schelte J. Bus vid Siding Spring-observatoriet. Den är uppkallad efter Wendell W. Mendell.
Asteroiden har en diameter på ungefär 5 kilometer.